# STS-61-J
STS-61-J seria uma missão da NASA realizada pelo ônibus espacial Atlantis. O lançamento estava previsto para 27 de outubro de 1986, contudo, foi cancelado após o desastre do Challenger, em 28 de janeiro de 1986, na missão STS-51-L.

## Tripulação
| Comandante               | John W. Young 7º voo espacial      | John W. Young 7º voo espacial      | John W. Young 7º voo espacial      |
| Piloto                   | Charles Bolden Jr. 2° voo espacial | Charles Bolden Jr. 2° voo espacial | Charles Bolden Jr. 2° voo espacial |
| Especialista de missão 1 | Steven Hawley 3° voo espacial      | Steven Hawley 3° voo espacial      | Steven Hawley 3° voo espacial      |
| Especialista de missão 2 | Bruce McCandless 2° voo espacial   | Bruce McCandless 2° voo espacial   | Bruce McCandless 2° voo espacial   |
| Especialista de missão 3 | Kathryn Sullivan 2° voo espacial   | Kathryn Sullivan 2° voo espacial   | Kathryn Sullivan 2° voo espacial   |

## Objetivos
Missão planejada para o lançamento do telescópio espacial Hubble. Cancelada após o desastre do Challenger e posteriormente lançada como missão STS-31, do ônibus espacial Discovery, em 24 de Abril de 1990.

## Curiosidades
O Atlantis foi o último dos ônibus espaciais escalado para uma missão com destino ao Hubble. A missão STS-125 foi lançada em 11 de maio de 2009 sendo a  derradeira para modernização do telescópio espacial, um ano antes da data prevista para a aposentadoria da frota dos vaivéns da NASA.
Em relação a tripulação, caso o voo tivesse ocorrido, o comandante John Young, veterano de duas missões da Gemini de duas da Apollo e sendo o primeiro astronauta a comandar uma missão de um ônibus espacial, a STS-1 e de uma missão com o Spacelab, a STS-9, seria também o primeiro homem a ir ao espaço 7 vezes.
Com a exceção de Young, todo o restante da tripulação voou na missão STS-31 que satelizou o HST.
O Piloto da missão, o astronauta Charles Bolden Jr, foi indicado em maio de 2009, pelo  presidente Obama para administrar a NASA. Com a aprovação de seu nome pelo Senado, em 15 de julho de 2009,  Bolden se tornou o primeiro negro a comandar a agência espacial norte-americana.

## Referência
1. ↑  «Space Shuttle Shedule 1986» (PDF). Flight International. Consultado em 28 de fevereiro de 2008
2. ↑  BBC Brasil: "Atlantis parte em missão no Hubble". Página visitada em 16 de maio de 2009.
3. ↑  Folha de S.Paulo: "Obama nomeia astronauta negro para dirigir Nasa". Página visitada em 24 de maio de 2009